# Reakcja elementarna
Reakcja elementarna – reakcja chemiczna, która zachodzi w jednym akcie, bez produktów pośrednich, w procesie, w którym występuje tylko jeden stan przejściowy.
Większość znanych w praktyce reakcji chemicznych ma charakter procesów wieloetapowych, na który składa się kilka do nawet kilkuset reakcji elementarnych, które razem dają efekt dający się zapisać jako proste równanie sumaryczne.
Wyjątkiem od tej reguły są tylko nieliczne reakcje, zwane prostymi, w których występuje tylko jeden rodzaj aktu elementarnego. Przykładem takiej reakcji jest np. synteza chlorku nitrozylu z chloru i tlenku azotu(II).
Zbiór reakcji elementarnych tworzących w sumie daną reakcję rzeczywistą nazywa się jej mechanizmem. Niektóre reakcje elementarne daje się badać bezpośrednio np. metodami spektroskopowymi. O innych można tylko wnioskować na podstawie dowodów pośrednich. Wreszcie istnieją też takie reakcje elementarne, na które nie ma właściwie żadnych dowodów, ale które wydają się teoretycznie niezbędne do zajścia danej reakcji, gdyż bez nich nie daje się określić sensownego mechanizmu danej reakcji.